# Hein Ross
Heinrich Ross (* 4. Dezember 1877 in Berlin; † 29. April 1969 in Warnemünde) war ein deutscher Maler, der zahlreiche Werke mit seinen Lieblingsmotiven Schiffe und Meer zeichnete.

## Leben und Wirken
Als Sohn eines Gold- und Silberschmiedes in Berlin geboren, wanderte die Familie in Folge des Sozialistengesetzes 1878 nach Dänemark aus. Die Familie lebte in Kopenhagen, wo Ross seine Schulzeit absolvierte. Bereits zu dieser Zeit zeigte sich das Talent des Jungen, der von einer  Kopenhagener Malerin gefördert wurde. Der Vater zeigte sich der Neigung des Sohnes jedoch ablehnend gegenüber. 
Ross’ Wunsch war es schließlich, eine Lehre als Bühnenmaler zu absolvieren. Dieses Vorhaben scheiterte jedoch, da er keine freie Stelle fand. Daraufhin erlernte Ross den Beruf des Schiffszimmermanns in Kopenhagen und fuhr auf Segelschiffen und Frachtschiffen zur See, häufig auf Mittelmeerroute. Während dieser Fahrten malte und zeichnete er. 
1912 reichte Hein Ross eine Prüfungsarbeit an der Handwerker- und Kunstgewerbeschule Essen ein. Durch die Vermittlung des ehemaligen Direktors Ludwig Dettmann erhielt Ross 1919 einen Studienplatz an der Kunstakademie Königsberg. Durch Krankheit war er allerdings gezwungen, das Studium abzubrechen. Ein Stipendium ermöglichte ihm wenig später die Fortsetzung des Studiums an der Preußischen Akademie der Künste in Berlin bei Arthur Kampf. Durch die Weltwirtschaftskrise war Ross aber ein zweites Mal zum Abbruch des Studiums gezwungen.
Ross fuhr anschließend wieder zur See und arbeitete als Bootsbauer. 1936 erhielt er eine Anstellung als „Hilfszeichner“ auf der Krögerwerft in Warnemünde, wohnte aber zunächst in Diedrichshagen. Nach dem Zweiten Weltkrieg lebte Hein Ross als selbständiger Kunstmaler in der Warnemünder Alexandrinenstraße 120. Ross wurde Mitglied im Verband Bildender Künstler der DDR. Ab 1951 betreute er zusammen mit seiner Frau das Heimatmuseum Warnemünde. Er wohnte dort in der Alexandrinenstraße 31 und hatte ein behelfsmäßiges Atelier im Obergeschoss. Ross’ Werke waren in verschiedenen Ausstellungen zu sehen, u. a. 1952 in der Winterausstellung des Verbandes Bildender Künstler in Rostock sowie 1962 in der internationalen Kunstausstellung der Ostseeländer, die ebenfalls in Rostock stattfand.
Nach dem Tod seiner Frau 1964 zog Ross in die Heinrich-Heine-Straße. Hein Ross starb 1969 in Warnemünde. Nach seinem Tod übernahm das Heimatmuseum seinen künstlerischen Nachlass. Zu seinem 125. Geburtstag gab es 2003 eine Gedenkausstellung des Kunstvereins zu Rostock im Rostocker Mönchentor.